# I Do, I Do, I Do, I Do, I Do
I Do, I Do, I Do, I Do, I Do – singiel szwedzkiego zespołu ABBA pochodzący z wydanego w 1975 roku albumu ABBA. Twórcami piosenki byli menadżer zespołu Stig Anderson, Benny Andersson oraz Björn Ulvaeus. Na stronie B znajdowała się piosenka Rock Me. Utwór cechuje się chwytliwą melodią a wiodącym instrumentem jest saksofon. Piosenkę zaśpiewały razem Agnetha Fältskog i Anni-Frid Lyngstad.

## Miejsca na listach przebojów
ABBA próbowała zaprezentować nowy materiał muzyczny i pokazać, że nie jest zespołem jednego przeboju. A tak mniej więcej wyglądała rzeczywistość po wielkim sukcesie Waterloo, choć zespół w 1974 roku promował swoje piosenki z dwóch wcześniejszych albumów Waterloo oraz Ring Ring.
I Do, I Do, I Do, I Do, I Do było wielkim przebojem i całkiem nieźle radził sobie na listach przebojów. W Australii dotarł do 1 miejsca, w USA do 15, co było pierwszym znaczącym sukcesem ABBY po sukcesie singla "Waterloo". W Wielkiej Brytanii singiel nie przebił się dochodząc jedynie do 38 miejsca.
| Lista przebojów (1975–1976) | Pozycja |
| --------------------------- | ------- |
| Austria                     | 4       |
| Belgia                      | 2       |
| Finlandia                   | 6       |
| Niemcy Zachodnie            | 6       |
| Holandia                    | 3       |
| Norwegia                    | 2       |
| Szwajcaria                  | 1       |
| USA                         | 15      |
| Wielka Brytania             | 38      |

## Promocja singla
Piosenka była promowana w różnych programach telewizyjnych:
- Chansons à la Carte (Belgia, 1975)
- Midi-Première (Francja, 1975)
- Système 2 (Francja, 1975)
- Samedi est à Vous (Francja, 1975)
- Sveriges Magasin (Szwecja, 1975)
- Made In Sweden For Export (Szwecja, 1975)
- Disco (Niemcy Zachodnie, 1975)
- Ring Parade (Francja, 1975)
- Hei Sveis! (Momarkedet) (Norwegia, 1975)
- The Merv Griffin Show (USA, 1975)
- American Bandstand (USA, 1975)
- Dinah (USA, 1975)
- Sylvester Tanz Party (Niemcy Zachodnie, 1975)